# ۱۲۱۴ (میلادی)
۱۲۱۴ (میلادی) هزار و دویست و چهاردهمین سال تقویم میلادی است.

## زادگان
- ۲۵ آوریل – لوئی نهم، سیاست‌مدار فرانسوی (د. ۱۲۷۰)